# Scapheremaeus nuciferosa
Scapheremaeus nuciferosa är en kvalsterart som beskrevs av K. Ramani och Haq 1998. Scapheremaeus nuciferosa ingår i släktet Scapheremaeus och familjen Cymbaeremaeidae. Inga underarter finns listade i Catalogue of Life.